# Hyundai Merchant Marine
HMM Company Limited, bis zum 27. März 2020 Hyundai Merchant Marine (HMM) mit Sitz in Seoul, Südkorea ist ein weltweit tätiges Logistikunternehmen. Das Unternehmen gehört zu den 20 größten Containerschiffsreedereien der Welt.
Die 1976 gegründete Reederei bietet Leistungen wie den Transport von Containern, Massengut oder Flüssiggas an. Darüber hinaus betreibt das Unternehmen Containerterminals auf der ganzen Welt. HMM ist mit mehr als 70 Niederlassungen auf fünf Kontinenten vertreten. In Deutschland führt der Konzern Büros in Hamburg, Bremen, Düsseldorf und München.
Das Unternehmen betreibt, neben Massen- und Stückgutfrachtern, mehr als 55 Containerschiffe mit einer Kapazität von circa 385.000 TEU.
Die HMM Co., Ltd. befindet sich überwiegend im Besitz der Korea Development Bank sowie der Südkoreanischen Regierung.

## Geschichte

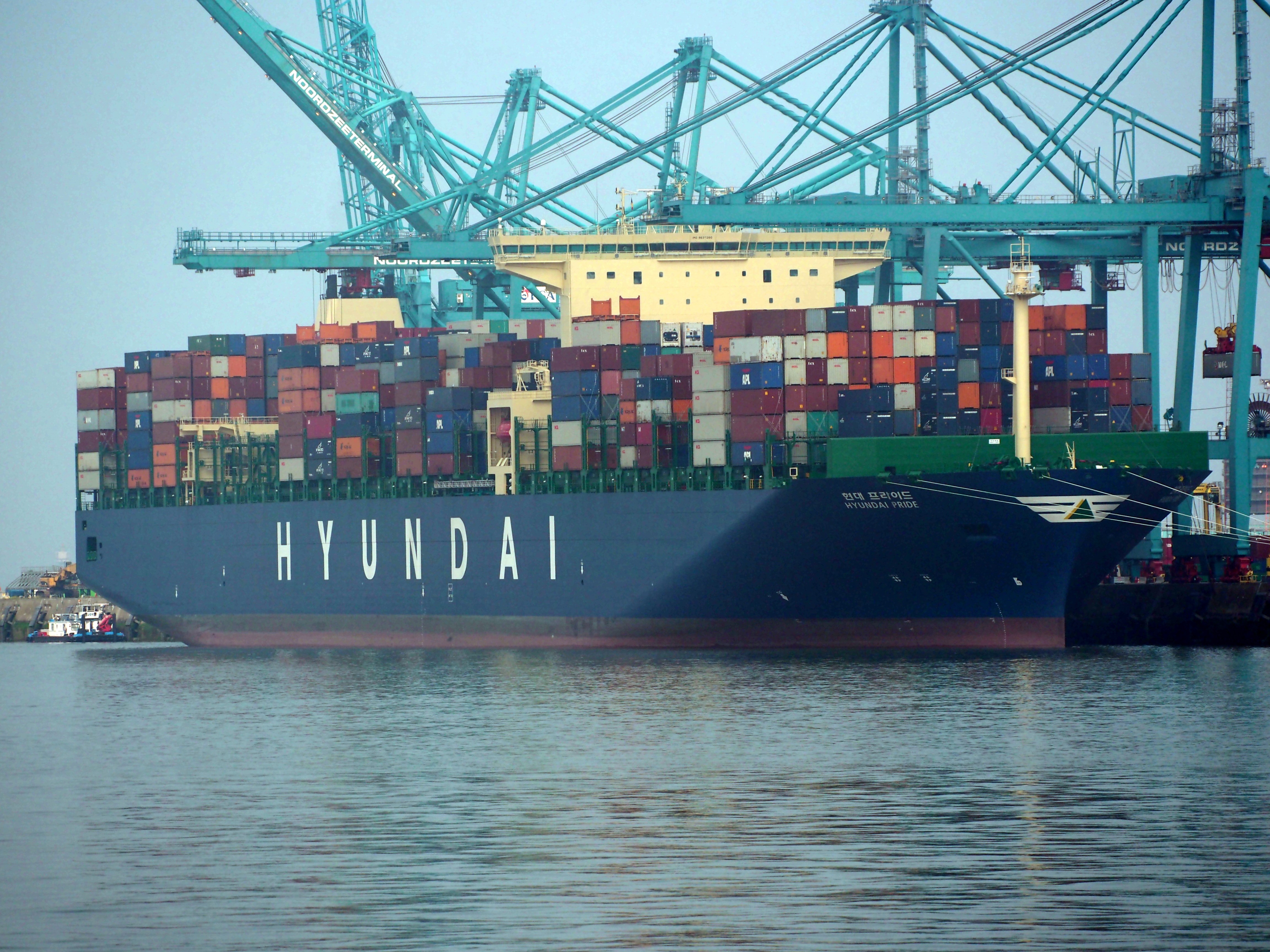
Die Hyundai Pride am Nordzeeterminal in Antwerpen.

### 1970er
Die Hyundai Merchant Marine wurde im Frühjahr 1976 als Asia Merchant Marine gegründet. Das Unternehmen begann seine Tätigkeiten mit drei Tankschiffen. Die ersten Jahre waren in Zeiten politischer Instabilität vor allem durch Tätigkeiten für den Mutterkonzern Hyundai Group geprägt. So wurde erst 1979 der erste Containerliniendienst eingerichtet.

### 1980er
In den 1980er Jahren begann der Aufstieg des Unternehmens. So stellte sich HMM durch die Erweiterung des Angebots breiter auf. Die Reederei kaufte Massengutfrachter und das erste koreanische Ro/Ro-Schiff. Zudem folgte die Erweiterung der Routen der Containerschiffe nach Nordamerika. Ab August 1982 firmierte der Konzern unter dem Namen Hyundai Merchant Marine. Im Zuge der Erweiterung erwarb die Reederei immer wieder Konkurrenten und verstärkte so die eigene Marktstellung. 1988 fusionierte das Unternehmen mit der Korea Marine Transport Corporation.

### 1990er
Ab 1990 entwickelte sich die Reederei zum internationalen Logistikunternehmen. So errichtete HMM ab 1991 über ein ausgeprägtes Netz für intermodalen Verkehr in den USA für den Transport der Container von den Häfen ins Hinterland. Durch die Eingliederung diverser regionaler Reedereien bot Hyundai Merchant Marine zudem im selben Jahr erstmals Liniendienste innerhalb Asiens an. 1994 stieg die Reederei in den Transport vom Flüssiggas LNG ein. 1996 eröffnete das erste Containerterminal in Kaohsiung, Taiwan, das ausschließlich Schiffe von Hyundai Merchant Marine abfertigt. Ab 1997 ging die Reederei eine große Allianz ein. Zusammen mit der, damals noch US-amerikanischen, American President Lines (APL) und der japanischen Mitsui O.S.K. Lines (MOL) bildete die man die New World Alliance. So hatte HMM 1998 erstmals die Möglichkeit, durch Mitbenutzung der Schiffe der Allianz, Routen zu allen bis dato großen Häfen der Welt anzubieten.

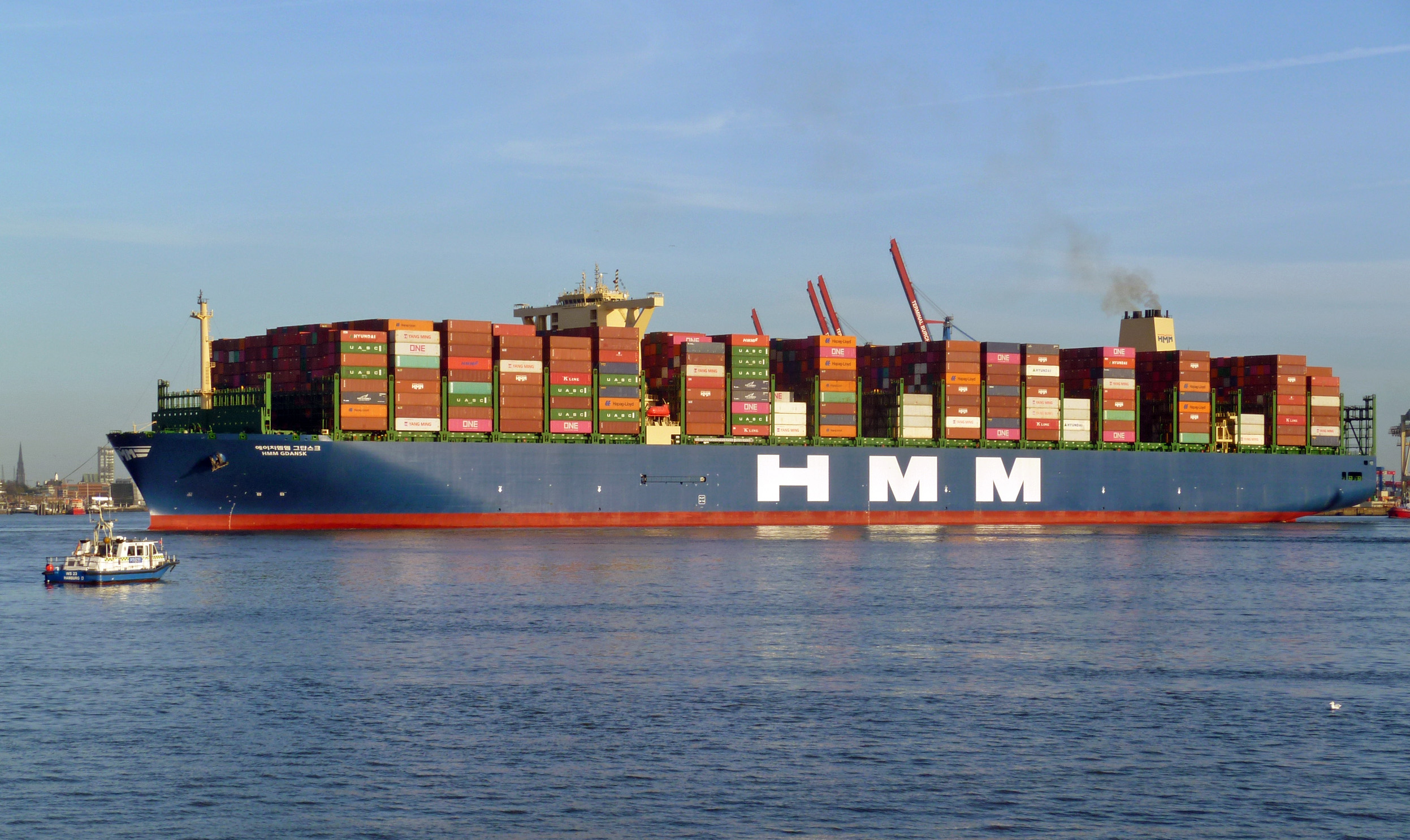
HMM Gdansk aus der HMM Megamax-Klasse

### Ab 2000
Mit Beginn des neuen Jahrtausends begann Hyundai Merchant Marine damit die bestehende Flotte zu modernisieren und weiter auszubauen. Auch der intermodale Verkehr wurde verstärkt. Hyundai Merchant Marine verband ab 2007 den Hamburger Hafen mit Mława in Polen mit einem regelmäßigen Güterzug für seine Container. Im Jahr 2009 folgte auch ein regulärer Zugverkehr zwischen Hamburg und Budapest. 2011 bestellte HMM erstmals Containerschiffe mit einer höheren Kapazität von mehr als 10.000 TEU. Im selben Jahr trat Hyundai Merchant Marine der G6-Allianz bei. 2016 stand HMM kurz vor den Insolvenz.

## Konsortium
Die New World Alliance aus HMM, APL und MOL bestand circa 13 Jahre lang. Während dieser Zeit kooperierten die Reedereien immer wieder mit dem etwa gleich großen Konsortium Grand Alliance aus den Reedereien Hapag-Lloyd, NYK Line und OOCL. Die Zusammenarbeit wurde seit 2005 stetig ausgebaut, ehe die Allianzen sich 2011 vollständig zusammenschlossen und die G6-Allianz gründeten. Die Reedereien sichern sich untereinander Kapazitäten auf ihren Schiffen zu und planen gemeinsam die Routen ihrer Containerliniendienste.